# Vigneux-sur-Seine
Vigneux-sur-Seine je južno predmestje Pariza in občina v osrednjem francoskem departmaju Essonne regije Île-de-France. Leta 1999 je naselje imelo 25.652 prebivalcev.

## Geografija
Naselje leži v osrednji Franciji ob reki Seni, 11 km severno od Évryja in 18 km od središča Pariza.

## Administracija
Vigneux-sur-Seine je sedež istoimenskega kantona, del okrožja Évry.